# حماتي بتحبني (فلم)
حماتي بتحبني هو فيلم مصري من إنتاج عام 2014، بطولة حمادة هلال وإيمان العاصي وميرفت أمين وسمير غانم ومن تأليف نادر صلاح الدين وإخراج أكرم فريد.

## قصة الفيلم
تدور أحداث الفيلم حول أحد الشباب حمادة هلال والذي يعمل طبيب تجميل، يقع في العديد من المشاكل بسبب حبه الشديد للنساء، قبل أن يقرر الخضوع للعلاج النفسي، وتتوالى الأحداث إلى أن تكتشف طبيبته النفسية ميرفت أمين أنه على علاقة بابنتها إيمان العاصي، فتحاول الوقوف أمام استمرار هذه العلاقة بشتى الطرق الممكنة ويتم الزواج بين ابنتها وطبيب التجميل

## طاقم التمثيل
| - ميرفت أمين:رأفت رجائي - حمادة هلال:شريف مرتضى - إيمان العاصي:منى أبنة رأفت - سمير غانم:والد شريف - نور حمزة: الطفل أوكة | - عفاف راشد:سناء - أحمد جمال سعيد:مجدي - ليلى عز العرب:د. ليلى - محمد فاروق:شطة المحبوس - رضا أدريس:المأذون | - أحمد الحلواني - سماح سمير - مجدي السباعي:سكرتير د. رأفت - ماجد عبد العظيم:المحامي |

الوجوه الشابة:كيرا الصباح - رشا مجدي - سهى الشريف - داليا التوني - شيماء عادل - رغدة عبد الرازق - تغريد السحار
شارك في التمثيل: محمد نصر الدين - سهر محمد - سناء فؤاد - سحر كامل:خادمة المنزل - مها محمود - أسامة نصر - رانيا النجار

## فريق العمل
- إخراج: أكرم فريد
- تأليف: نادر صلاح الدين
- إنتاج: أحمد السبكي
- توزيع: الشركة العربية للإنتاج والتوزيع السينمائي
- مونتاج: عمرو عاصم
- موسيقى تصويرية: عمرو إسماعيل
- مدير التصوير: عمر فتحي

## وصلات خارجية
- مقالات تستعمل روابط فنية بلا صلة مع ويكي بيانات
- صفحة الفيلم في قاعدة بيانات الأفلام العربية